# Jimmy Gallagher
Jimmy Gallagher   (Kirkintilloch, 7 de juny de 1901 - Cleveland, 7 d'octubre de 1971) fou un futbolista estatunidenc, d'origen escocès, de les dècades de 1920 i 1930.
Va jugar a diversos clubs de l'American Soccer League. Fou internacional amb els Estats Units amb el qual participà en els Mundials de 1930 i 1934.